# 이토 주타
이토 주타(일본어: 伊東 忠太, 1867년 11월 21일 ~ 1954년 4월 7일)는 메이지, 쇼와 시대의 건축가이자 건축사가이다. 호는 홍운(紅雲). 위계·훈등·학위·칭호는 정삼위·훈이등서보장(勲二等瑞宝章)·공학박사·도쿄제국대학명예교수·와세다대학교수. 데와국 요네자와 출신. 요네자와시 명예시민 제1호.
소년 시절을 도쿄 사쿠라에서 보냈다. 제국대학 공과대학(현재의 도쿄대학 공학부)을 졸업하고 동대학 대학원에 진학, 이후 공학박사·도쿄제국대학명예교수를 지냈다.
서양건축학에 기초하면서 일본건축을 본격적으로 재검토한 제일인자로서 호류지가 일본최고(日本最古)의 사원건축임을 학문적으로 증명하여 일본건축사를 창시하였다. 또한 그때까지 '조가(造家)'로 쓰이던 말을 '건축'이라고 고쳤다.
〈건축진화론〉(建築進化論)을 주창, 그것을 실천하듯 독특한 양식을 가진 쓰키지 혼간지 등 작품을 남기었다.
1943년(쇼와 18년) 건축계에서 처음으로 문화훈장을 수훈하였다.

## 약력
- 1867년(게이오 3년) 요네자와에서 출생
- 1871년(메이지 4년) 요네자와번 번학(藩学) 흥양관(興譲館) 입학
- 1873년(메이지 6년) 아버지 이토 유준(伊東祐順)이 군의관에 진원하여 가족과 함께 상경, 반조 소학교(番町小学校) 입학
- 1878년(메이지 11년) 아버지가 시모우사 사쿠라의 군의가 됨으로 인하여 사쿠라로 이주, 시카야마 소학교(鹿山小学校)에 편입
- 1879년(메이지 12년) 구제 시카야마중학교(현재 지바현립 사쿠라고등학교) 입학
- 1881년(메이지 14년) 도쿄외국어학교 독일어과 입학
- 1885년(메이지 18년) 동교의 폐지에 따라 제일고등중학교로 편입, 일고 재학중 요네자와 출신의 동급생들과 공동 하숙 생활을 보내었으며 향우회(郷党会)의 발기인이 됨
- 1892년(메이지 25년) 제국대학 공과대학을 졸업, 졸업논문은 〈건축철학〉, 동기생은 야마시다 게이지로(山下啓次郎), 대학원 진학.
- 1893년(메이지 26년) 〈호류지 건축론〉(法隆寺建築論)을 발표
- 1897년(메이지 30년) 제국대학 공과대학 강사
- 1899년(메이지 32년) 제국대학 공과대학 조교수
- 1901년(메이지 34년) 공학박사[1]
- 1902년(메이지 35년) 건축학 연구를 위해 3년간 중국, 인도, 터키로 유학
- 1905년(메이지 38년) 구미를 경유하여 귀국, 도쿄제국대학 교수
- 1923년(다이쇼 12년) 가마쿠라 요시타로와 더불어 메이지 이후 노후화로 인하여 철거가 결정된 슈리성 정전의 보존을 위하여 진력하다[2]
- 1928년(쇼와 3년) 제국대학에서 정년, 도쿄제국대학 명예 교수, 와세다 대학 교수(1938년부터[3])
- 1937년(쇼와 12년) 제국예술원 회원
- 1943년(쇼와 18년) 문화훈장 수장
- 1954년(쇼와 29년)

2월 26일 요네자와시 명예시민 제1호
4월 7일 서거. 향년 87세

## 주요 작품
- 헤이안 신궁 (平安神宮, 1895년, 기코 마요요시(木子清敬)・사사키 이와지로(佐々木岩次郎)와 공동설계, 중요문화재)
- 호고쿠 묘 (豊国廟, 1898년, 교토시)
- 옛 니조 역사 (旧 二条駅舎)
- 아사노 소이치로 저책 (浅野総一郎邸, 1909년, 현존하지 않음)
- 니라쿠소 (二楽荘, 1910년, 고베시, 현존하지 않음)
- 가스이사이 호국탑(可睡斎護国塔, 1910년, 시즈오카현 후쿠로이시, 사노 도시가다(佐野利器)와 공동 설계)
- 이리자와 다쓰키치 저택 (入沢達吉邸, 1911년, 현존하지 않음)
- 가라후토 신사 (樺太神社, 1912년, 현존하지 않음)
- 옛 진종신도생명보험 (真宗信徒生命保険, 1912년, 교토 시, 현 니시혼간지 전도원)
- 불인변천천용문 (不忍弁天天竜門, 1914년)
- 난비안・관음당・암・묘 (楠妣庵・観音堂・庵・墓, 1914년)
- 내무대신 등 관저 (1915년, 현존하지 않음)
- 이요히코 신사 (弥彦神社, 1916년)
- 닛타이지 불사리봉안탑 (日泰寺 仏舎利奉安塔, 1918년)
- 런던 만국박람회 일본관 (1918년)
- 메이지 신궁 (明治神宮, 1920년, 사노 도시가다와 공동 설계, 전후 재건)
- 조선신궁 (朝鮮神宮, 1925년, 현존하지 않음)
- 구세이인 본당 (弘誓院 本堂, 1927년, 요코하마시)
- 도쿄상과대학 가네마쓰 강당 (兼松講堂, 1927년, 현 히토쓰바시 대학, 등록문화재)
- 오쿠라 집고관 (大倉集古館, 1927년, 도쿄 도 지요다구)
- 기온각 (祇園閣, 1927년, 본래 오쿠라 기하치로(大倉喜八郎) 별저의 일부, 현 다이운인(大雲院))
- 옛 한큐우메다 역 지상역 콩코스 벽화 (旧 阪急梅田駅 地上駅 コンコース 壁画, 1929년)
- 진재기념당 (震災祈念堂, 1930년, 현 도쿄 도 위령당 본당)
- 유슈간 (遊就館, [[1930년)
- 호케쿄지 성교전 (法華経寺 聖教殿, 1931년)
- 야스쿠니 신사 신문 (靖国神社 神門, 1933년)
- 야스쿠니 신사 도리이 (靖国神社石鳥居, 1934년)
- 쓰키지 혼간지 (築地本願寺, 1934년)
- 사이조지 사전・본당 (最乗寺 真殿・本堂, 1934년)
- 유시마 성당 (湯島聖堂, 1934년)
- 고마 신사 (高麗神社, 1935년)
- 오자키 신사 (尾崎神社, 1935년, 이와테현 가마이시시)
- 신쇼지 태자당・개산당 (新勝寺 太子堂・開山堂, 1936년)
- 후코지 비사문당 (普光寺 毘沙門堂, 1937년)
- 소지지 대승당 (總持寺 大僧堂, 1937년, 요코하마시)
- 메이센지 본당 (明善寺 本堂, 1937년, 야마가타시)
- 배성전 (俳聖殿, 1941년, 이가시, 등록문화재)
- 우에스기 신사 사전 (上杉神社 社殿, 1941년, 요네자와시)

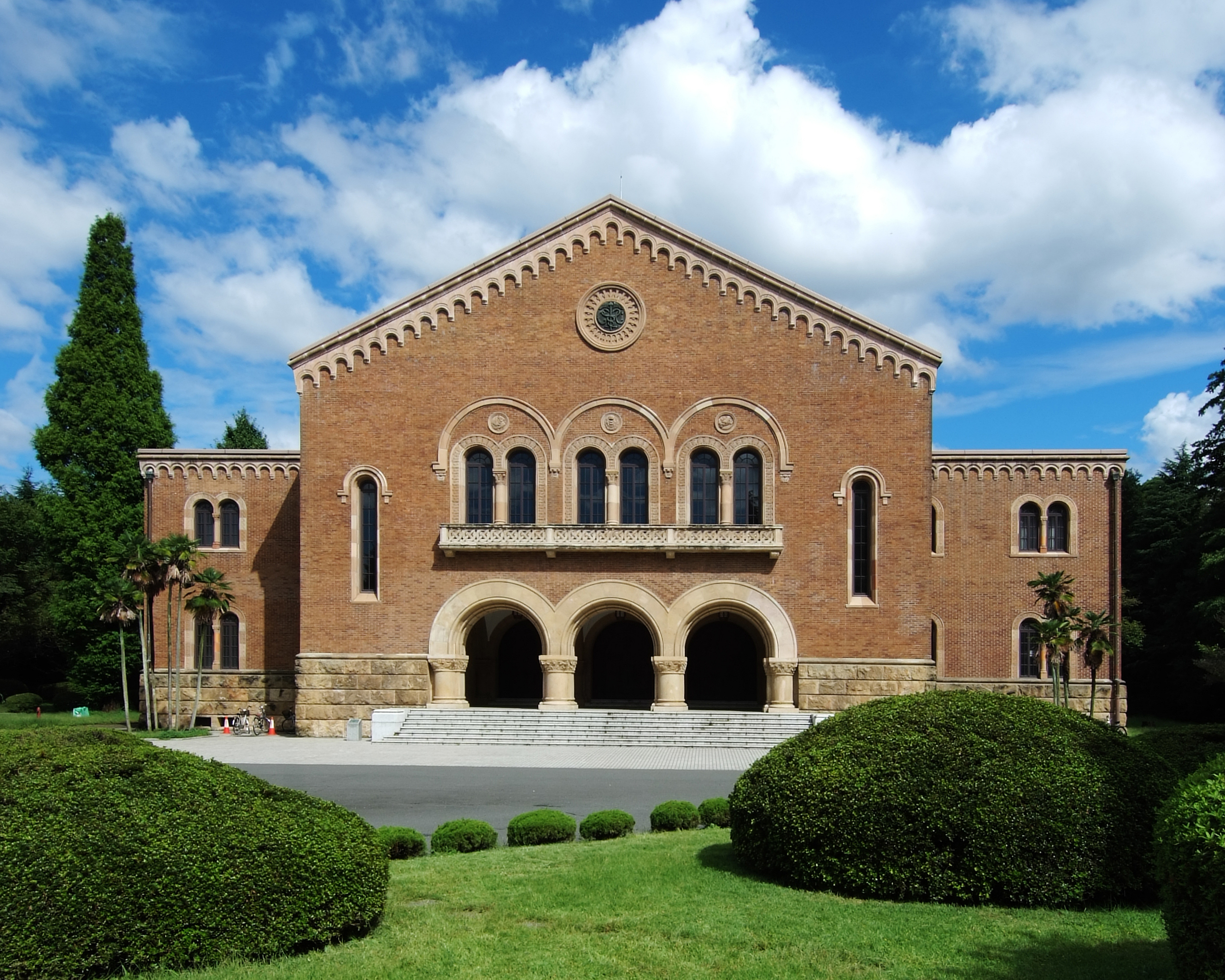
가네마쓰 강당
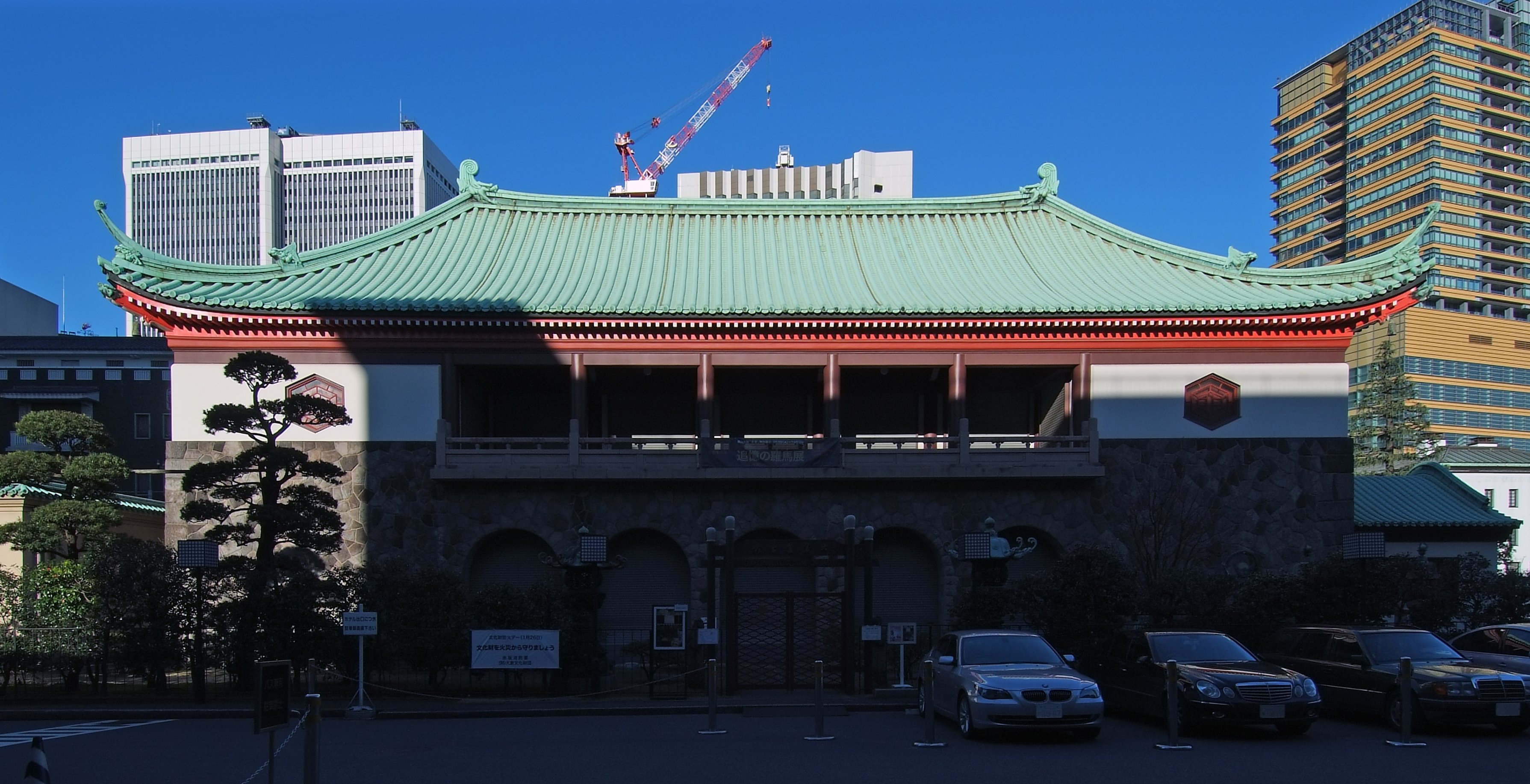
오쿠라 집고관
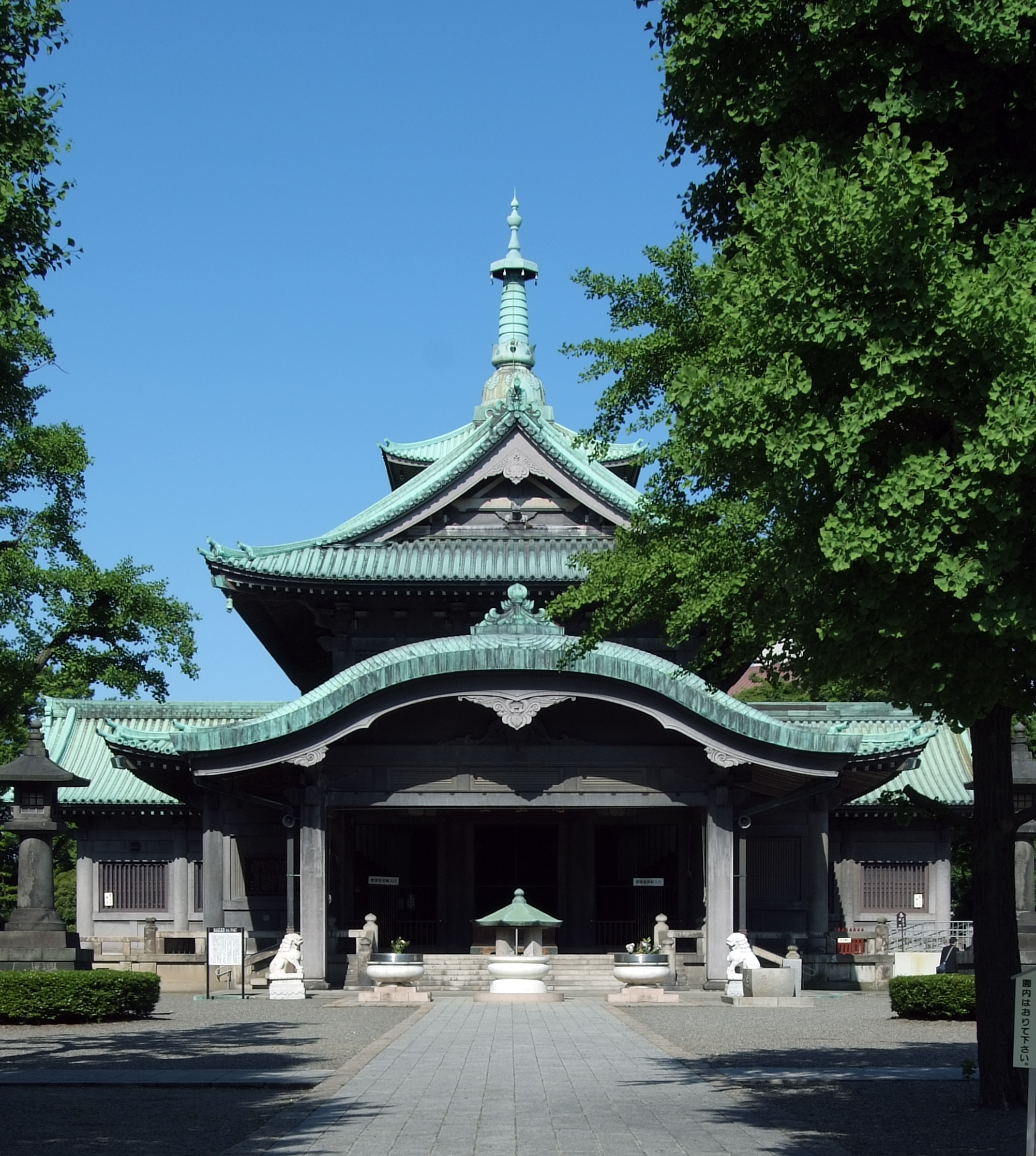
도쿄도 위령당
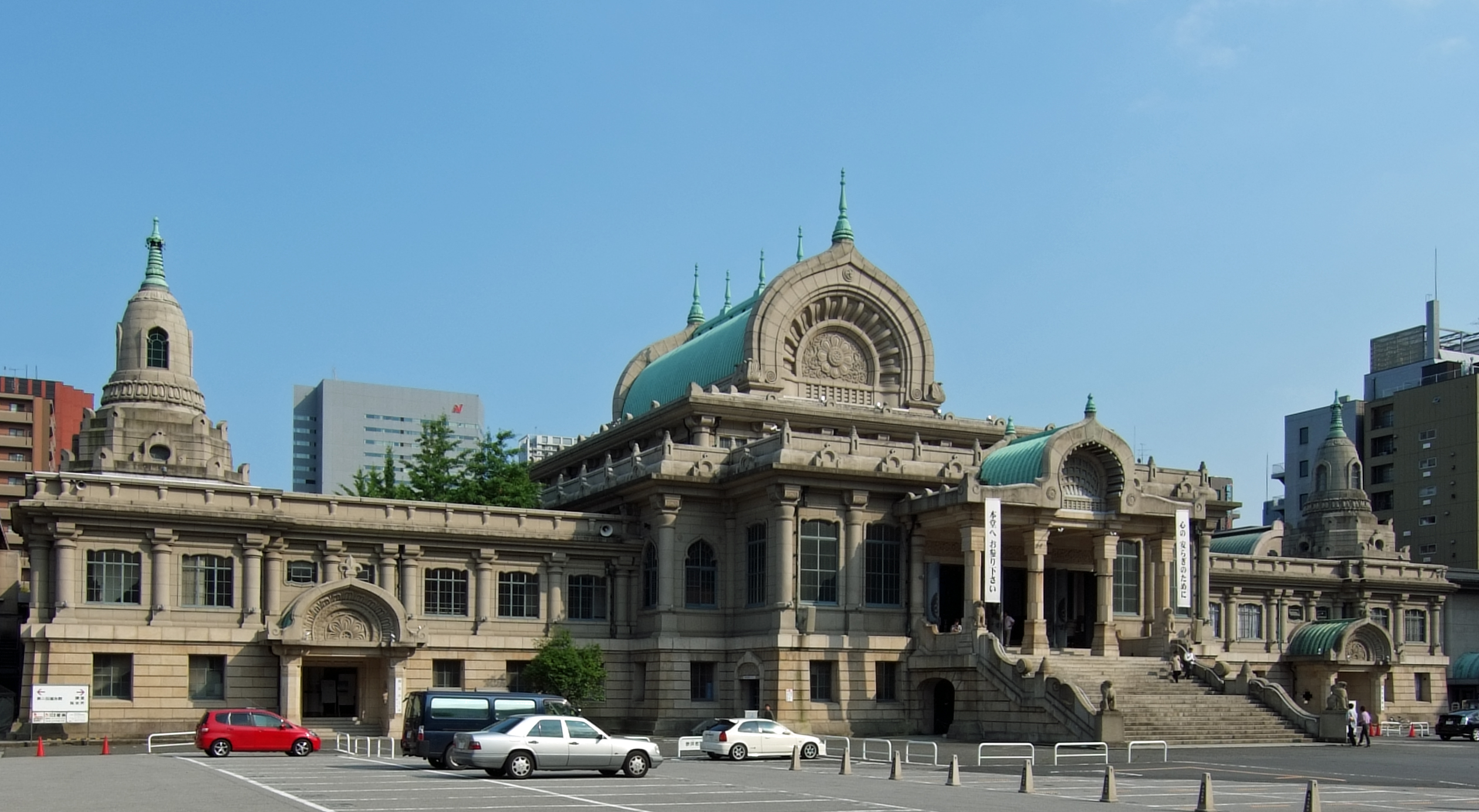
쓰키지 혼간지

## 같이 보기
- 부유하는 세상의 화가